# Xã Mason, Quận Yell, Arkansas
Xã Mason (tiếng Anh: Mason Township) là một xã thuộc quận Yell, tiểu bang Arkansas, Hoa Kỳ. Năm 2010, dân số của xã này là 331 người.